# Bolygófelszíntan
A bolygófelszíntan az égitestek felszínével foglalkozó tudomány. Vizsgálatának tárgya az égitestfelszínek formakincse és geológiája, melyekből a felszíni és felszín alatti folyamatokra és a felszín fejlődéstörténetére vonatkozóan tud megállapításokat tenni. A bolygófelszíntan a bolygókkal szélesebb értelemben foglalkozó planetológia egyik ága, mely utóbbi a föld- és bolygótudományhoz hasonló szintű diszciplina.
Angolul a szó legközelebbi megfelelője a planetary geomorphology (planetáris felszínalaktan). A Földre általában a felszínalaktan kifejezést csak a morfológia (formakincs) alakból kiinduló tanulmányozására alkalmazzuk, a földi geológia más (3D-s, anyagi) tulajdonságokat is vizsgál. Más égitesteken azonban elsősorban a felszíni képződmények alakja (a domborzat) a legjobban és sokszor egyetlen elérhető információ, ezért más égitesteken a geológiai vizsgálatok alapja is morfológiai jellegű. A bolygófelszíntanban a morfológia tehát alapvető fontosságú, de ha elérhető, más geológiai információkat (kőzet anyaga, termális tulajdonságai, sekély felszín alatti szerkezet) is vizsgál.

## Bolygófelszíni folyamatok
A bolygófelszínek felszínformáit a következő fő csoportokba sorolhatjuk az őket létrehozó folyamat alapján:
Kozmikus erózió
- Becsapódási (impakt) formák: hatalmas medencéktől (kb. >300 km a Holdon) a gyűrűs és központi csúcsos krátereken át az egyszerű kráterekig, ill. légkör nélküli égitesteken a mikrokráterekig. Ezek a formák szinte mindig kerek alakúak.[2]

Belső erők által létrehozott formák
- Tektonikus formák: a szilárd kéregben felhalmozódott feszültségek kioldódásakor keletkezett törések és elmozdulások formái. Jellemzően hosszú, egyenes, tört formák
  - A Földön lemeztektonikához kapcsolódó mélytengeri hátságok, szubdukciós árkok, lánchegységek, ill. maguk a kontinensek
- Vulkanikus formák: a kéreg alól feltörő magma (többkomponensű olvadék) megszilárdulásával létrejövő formák. A magmába piroklasztikus (szórt) anyag is keveredhet. Jellemzően vulkáni kúpok (kiemelkedések), kalderák (besüllyedések) vagy lávasíkságok.

Külső erők létrehozta formák
- Áramlással létrejött formák (szemcsék szállítása szállítóközeggel): jellemzően áramvonalas alakúak vagy kanyargó, lekerekített alakúak
  - Szél által létrehozott (eolikus) formák: dűnék, homokleplek, szélbarázdák, garmadák, szélzászlók
  - Folyóvízi (fluviális) formák: medrek, völgyek, hordalékkúpok, hordaléksíkságok
  - Jég közreműködésével létrehozott áramlási formák: gleccserek, drumlinek, ózok
- Lejtős tömegmozgással (szállítóközeg nélkül, gravitációsan) létrejött formák: csuszamlások, suvadások, sárfolyások, törmelékkúpok
- Jég (képlékeny, kristályos, egykomponensű anyagok) közreműködésével létrejött formakincs: 
  - Olvadéksíkságok
  - Szublimációs formák: jég (dér, zúzmara) elszublimálódásával keletkezett formák
  - Fagymintás talaj
- Hó formakincse: szasztruga, hódűnék
- Tengerparti formák: abráziós formák, parti síkságok, parti dűnék, szinlők
- Tengermélyi formák: kanyonok, síkságok
- Oldódási formák: karszt
- Inverzióval keletkezett formák: pl. folyómederből gerinc képződik
- Beszakadásos formák (gödrök, kalderák)

## Módszertan
A bolygófelszíntan fő módszere az összehasonlító planetológia. Ezt követve egy ismeretlen módon létrejött felszíni képződményre azt mondjuk, hogy a legvalószínűbben úgy jött létre, mint a hozzá legjobban hasonlító földi forma, amelynek ismerjük a keletkezését. A módszer általában, de nem mindig működik. Azonos folyamatok különböző anyagokban is hasonló formákat hoznak létre (pl. lávafolyók és "rendes" folyók). Ugyanakkor időnként különféle folyamatok is hasonló formákat eredményeznek (ekvifinalitás).
Az égitestek felszínét legtöbbször csak helyszíni vizsgálattal lehet tanulmányozni. Erre legalkalmasabb az égitest körüli pályára küldött űrszonda, mely szisztematikusan végigfotózza az égitest teljes felszínét, akár többször is, hogy a változások detektálhatóak legyenek. Az égitestek domborzatát lézeres magasságmérővel, radar magasságmérővel vagy sztereo fotogrammeriával lehet feltérképezni. Az égitest felszínét borító anyagokat spektrális elemzéssel lehet azonosítani.
Az egyes formák egymáshoz viszonyított korát a rétegtan segítségével lehet meghatározni. Abszolút korukra a kráterszámlálás módszere ad elfogadott pontosságú becslést.